# 有徳銭
有徳銭（うとくせん・有得銭）は、中世の日本において有徳人と呼ばれた富裕層を中心に賦課された臨時の課税のこと。徳役（とくやく）などとも称した。
有徳銭は貨幣経済が発達して有徳人が形成されるようになった鎌倉時代後期から見られるようになる。1304年（嘉元2年）に東大寺領である伊賀国黒田荘で行われた「有徳借米」、その10年後に同地で行われた「有得御幸銭」の賦課に見られるように、当初は臨時の借米であったものが次第に租税化し、納付も銭で行われるようになったと考えられている。また、『太平記』では鎌倉幕府による上野国新田荘への有徳銭の賦課を新田義貞挙兵のきっかけとしている。
有徳銭は室町時代に入ると、室町幕府や守護大名、寺社勢力などが臨時の経費（寺社造営・儀式執行・戦費調達など）を賄うためにしばしば徴収され、長禄から文明年間にピークを迎え、文明以後は一部においては個人から郷単位での賦課に切り替わりながら戦国時代まで続いた。段銭・棟別銭とは違い、特定の富裕な人々もしくは地域に限定されて賦課が行われたのが特徴であり、賦課額も対象の富裕の度合いによって異なって、上中下の三段階に区別されている例もあった。また、有徳銭などの名称は使われていないものの、江戸幕府や諸藩・旗本が行った御用金も有徳銭の系統を引く賦課であるとする考えもある。

## 戦国大名の有徳銭
戦国期の甲斐武田氏の領国では徳役（徳銭役）が存在し、旧来の年貢・公事とは別に賦課される新税の総称として用いられている。
『高白斎記』『勝山記』に拠れば。武田領国では天文18年（1549年）に徳役賦課が開始されているがこれは臨時的なもので、弘治2年（1556年）には棟別役の税制整備を行なっていることから、本格的な開始時期は天文末年から弘治年間であると考えられている。
武田領国における基本的な税制である棟別役が村・町ごとの賦課であるのに対し、徳役は領国内の寺社が運用する祠堂銭や富裕層の米銭に対して賦課され、武田一族や重臣層の菩提寺や一・二・三宮など一部の有力寺社は免許が認められていた。